# 510 v. Chr.
Portal Geschichte | Portal Biografien | Aktuelle Ereignisse | Jahreskalender | Tagesartikel

◄ |
7. Jahrhundert v. Chr. |
6. Jahrhundert v. Chr. |
5. Jahrhundert v. Chr. |
►

◄ | 530er v. Chr. | 520er v. Chr. | 510er v. Chr. | 500er v. Chr. |
490er v. Chr. |
►

◄◄ | ◄ | 513 v. Chr. | 512 v. Chr. | 511 v. Chr. | 510 v. Chr. |
509 v. Chr. |
508 v. Chr. |
507 v. Chr. |
► |
►►

## Ereignisse

### Politik und Weltgeschehen

#### Athen
Der Tyrann Hippias wird mit Hilfe der Spartaner unter König Kleomenes I. aus Athen vertrieben. Die Verfassung des Solon wird wieder wirksam, der im vorigen Sommer noch unter Hippias eingesetzte Archon Harpaktides beendet regulär seine Amtszeit, Skamandrios wird neuer Archon eponymos.

#### Griechische Kolonien

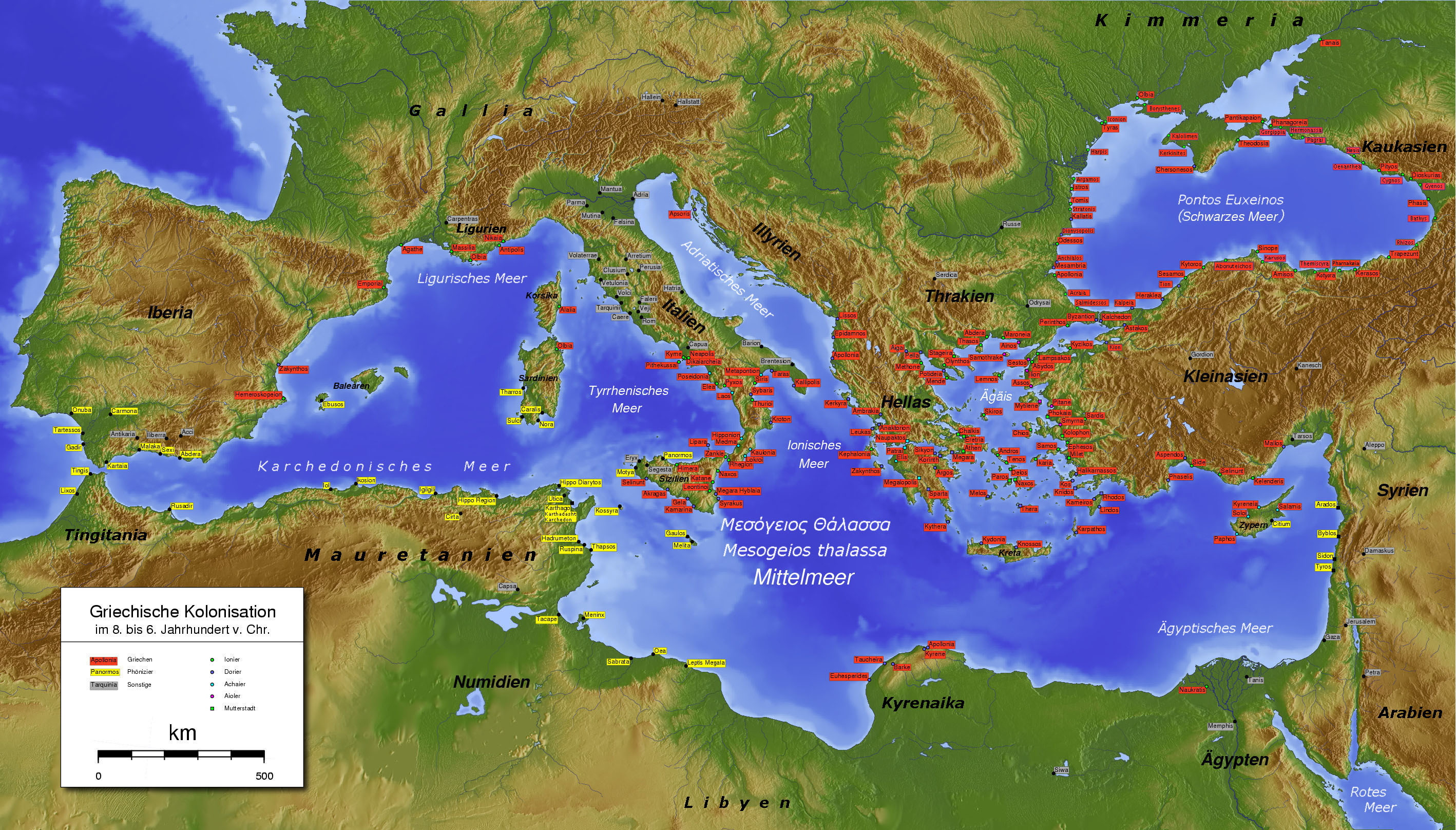
Besiedlung des Mittelmeerraums durch Griechen und Phönizier

In der griechischen Stadt Sybaris am Golf von Tarent kommt es unter Telys zu einem Aufstand. Die 500 wohlhabendsten Bürger werden vertrieben und flüchten nach Kroton. Sybaris erklärt Kroton daraufhin den Krieg. Unter dem Einfluss des Pythagoras und der Führung des Feldherrn und Olympioniken Milon siegen die Krotoner, Sybaris wird eingenommen und zerstört. Anschließend kommt es unter den Siegern zum Streit über die Aufteilung des eroberten Landes. Die Pythagoreer unterliegen und Pythagoras muss neben anderen die Stadt verlassen und zieht nach Metapontion.

#### Rom
Der Legende nach wird zwischen 510 und 507 der siebente römische König Lucius Tarquinius Superbus vertrieben, womit die Römische Königszeit endet und die Zeit der Römischen Republik beginnt. (Es wird allgemein angenommen, dass das Jahr 510 in der mittleren Republikszeit konstruiert wurde, und man sich in der römischen Geschichtsschreibung an den Sturz der Tyrannis in Athen anlehnte. Der Beginn der Römischen Republik ist wahrscheinlich erst um 474 v. Chr. anzusetzen.)

### Kultur
Hypsis, ein attischer Vasenmaler aus der Pioniergruppe der Rotfigurigen Malerei, fertigt um 510 v. Chr. zwei Hydrias. Beide Vasen sind stilistisch von Euthymides geprägt, und um die Bilder herum mit reichen Palmetten- und Mäander-Ornamenten versehen.
Bis etwa 510 v. Chr. sind die Töpfer Andokides und Nikosthenes in Athen schöpferisch tätig.
Auch der Antimenes-Maler ist bis etwa 510 v. Chr. in Athen tätig.

### Religion
Sextus Papirius ist der Legende nach 510 oder 509 v. Chr. der erste römische Pontifex maximus.

## Geboren
- um 510 v. Chr.: Gorgo, spartanische Königstochter
- um 510 v. Chr.: Kimon, athenischer Politiker und Feldherr

## Gestorben
- um 510 v. Chr.: Dorieus, spartanischer Adeliger und Heerführer
- um 510 v. Chr.: Hasdrubal, Herrscher von Karthago